# Isatis hirtocalyx
Isatis hirtocalyx là một loài thực vật có hoa trong họ Cải. Loài này được Franch. mô tả khoa học đầu tiên.